# Чорноземи південні
Чорноземи південні — сформовані у південній частині степу ґрунти,  що характеризуються ослабленим гумусонакопиченням, зменшеною грубизною гумусового горизонту, високим заляганням карбонатних виділень, наявністю гіпсових новоутворень у межах півтора-триметрової товщі на породах важкого і середнього гранулометричного складу. У південних чорноземах дуже часто проявляються ознаки солонцюватості.

## Характеристика
Зональні ґрунти (підтип чорноземів), які сформувалися під кострицево-ковиловою рослинністю на лесах, червоно-бурих глинах та інших породах, в умовах посушливого клімату (коефіцієнт зволоження досягає 0,6-0,7). Поширені у південній підзоні Степу, переважно в межах Причорноморської низовини на широкохвилястих і плоскорівнинних вододілах і схилах. Невелика кількість опадів (350-400 мм), а отже, слабке промивання зумовили неглибоке проникнення коренів рослин у ґрунт. Тому він має короткий гумусований профіль Н/к, НРк, Рк. Грубизна профілю чорноземів південних збільшується зі сходу на захід. У ґрунтах лівобережжя вона складає 50-75 см, на правобережжі — 65-85 см, а при легкому гранулометричному складі до 80-100 см.
Особливості гідротермального режиму зони обумовлюють послаблену акумуляцію гумусу в ґрунті. Діагностичними ознаками профілю є форма виділення карбонатів у вигляді білозірки і ущільнення перехідних горизонтів, яке посилюється з півночі на південь підзони. Інколи помітні слабкі ознаки солонцюватості, які збільшуються в зрошуваних ґрунтах. У материнській породі на глибині 2-2,5 м у південній та 4 м у північній частині підзони залягає гіпс та інші легкорозчинні солі.
Чорноземи південні мають акумулятивний тип профілю:
Н/к+НРк+Ркs або
Н/к+НP(і)к+Ркs
Профіль чорноземів південних нагадує чорноземи звичайні неглибокі, але мають більш короткий перехід до материнської породи й ущільнення в перехідних горизонтах.
Уміст гумусу в ґрунтах важкого гранулометричного складу 2,5-4,3%, у середньосуглинкових 2-3%, легкосуглинкових і супіщаних 0,4-2%. Гумус гуматного типу: Сгк: Сфк = 2-3. Реакція середовища близька до нейтральної (рН вод. 6,8-7,6). Сума обмінно-увібраних основ залежно від гранулометричного складу коливається від 3-15 до 17-50 мг-екв/100 г ґрунту. Співвідношення в ГВК іонів Са2+ і Mg2+  вузьке (3-5:1). Кількість обмінних іонів Na+ — 0,1-1 мг-екв/100 г ґрунту. Чорноземи південні належать до мало гумусних (4-5 %)  і слабкогумусованих (менше 4 %) видів. Ґрунти мають достатньо високий рівень потенційної родючості, але в них бракує вологи. Придатні для вирощування усіх районованих сільськогосподарських культур.
Чорноземи південні поділяють на модальні (в Азово-Причорноморській провінції), міцелярно-карбонатні (в Задніпровському та Кримському Степу) і солонцюваті (на межі з темно-каштановими ґрунтами).

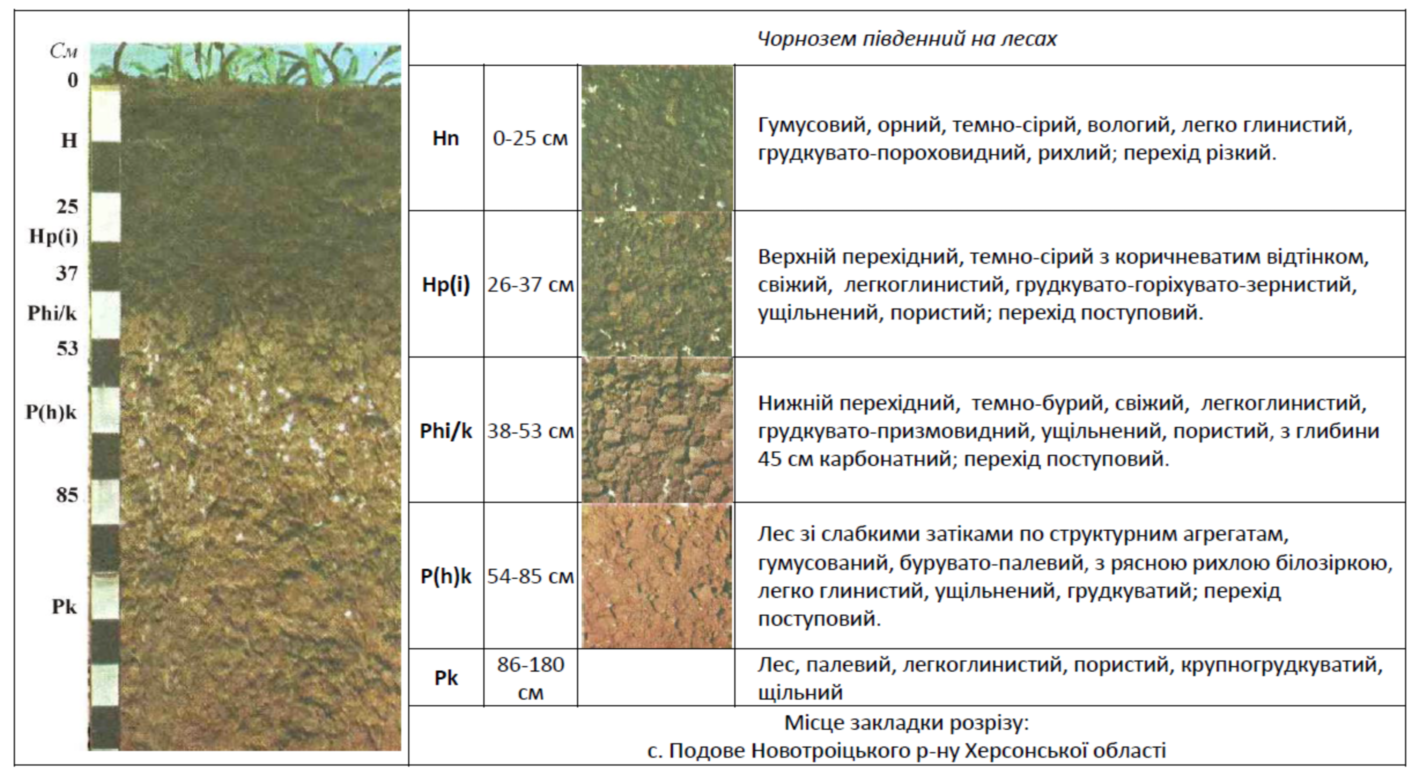
Опис профілю чорнозему південного на лесах